# Rafszandzsán megye

Kermán tartomány megyéinek elhelyezkedése

Rafszandzsán megye (perzsául: شهرستان رفسنجان) Irán Kermán tartományának északnyugati megyéje az ország középső, délkeleti részén. Délnyugaton és nyugaton a Sahr-e Bábak megye, északnyugatról Anár megye, északról a Jazd tartomyánban lévő Mehriz megye és Báfg megye, keletről Kermán megye és Zarand megye, délről Bardszir megye és Szirdzsán megye határolják. Székhelye a 136 000 fős Rafszandzsán városa. Összesen öt város tartozik a megyéhez: Rafszandzsán, a megye székhelye, Mesz-e Szarcseszme, Bahremán, Koskuije, illetve Szafáije. A megye lakossága 259 863 fő. A megye négy kerületet foglal magába, amely a Központi kerület, Koskuije kerület, Ferdousz kerület és Nug kerület.
Korábban hozzá tartozott Anár megye is. Együttes lakosságuk 291 417 fő volt 2006-ban.

## Fordítás
- Ez a szócikk részben vagy egészben  a   Rafsanjan County című angol Wikipédia-szócikk ezen változatának fordításán alapul.  Az eredeti cikk szerkesztőit annak laptörténete sorolja fel. Ez a jelzés csupán a megfogalmazás eredetét és a szerzői jogokat jelzi, nem szolgál a cikkben szereplő információk forrásmegjelöléseként.